# Geh ins Bett, nicht in den Krieg
Geh ins Bett, nicht in den Krieg (Originaltitel: Non faccio la guerra, faccio l‘amore) ist ein italienisch-spanischer Spielfilm aus dem Jahre 1966 mit Catherine Spaak, Philippe Leroy und O. W. Fischer als deutschem U-Boot-Kapitän in den Hauptrollen.

## Handlung
Irgendwo auf den Meeren Europas, Mitte der 1960er Jahre: Seit dem Ende des Zweiten Weltkriegs kreuzt ein deutsches U-Boot durch die Tiefen, geführt von einem deutschen Kapitän, für den der Zweite Weltkrieg noch immer nicht vorüber ist, denn er wartet noch immer auf Weisungen aus Berlin. Für alle Fälle will Kommandant Backhaus bereit sein, wenn es zu einem erneuten Waffengang kommen sollte. Gleich nach Kriegsende fischte der bärtige Seebär ein schiffbrüchiges Baby aus dem Meer, das hilflos auf den Wellen dahertrieb. Es handelt sich dabei um die Italienerin Ombrina. Er nimmt sie an Bord, und fortan ist Ombrina dazu verdammt, das Schicksal des Kapitäns unter dem Meer und ohne Tageslicht zu teilen. Eines Tages ist sie zu einer wunderschönen, jungen Frau herangereift.
Jahre sind seitdem vergangen, und in dieser Zeit der Isolation treibt Ombrina die Sehnsucht, wieder an die Außenwelt zu gelangen. Erst als es zu einer Kollision mit der Segelyacht des panamaischen Milliardärs Don Getulio kommt, scheint sich ihr Wunschtraum zu erfüllen. Ombrina klettert auf das Boot, erfährt ganz en passant, dass Don Getulio ihr Vater ist, und lernt dort den Schiffsarzt Nicola kennen. Beide verlieben sich in einander und beschließen, dem skurrilen Irrfahrten-Dasein des U-Boot-Kommandanten Backhaus ein Ende zu bereiten. Schließlich traut der Kapitän das junge Glück, das auf einer Insel seinen Frieden finden wird, und übernimmt, während sein U-Boot auf den Meeresgrund versinkt, mit seiner Crew das Kommando.

## Produktionsnotizen
Geh ins Bett, nicht in den Krieg wurde 1966 in Italien gedreht und dort am 23. Dezember 1966 uraufgeführt. Die deutsche Erstaufführung war am 23. August 1968.
Für O. W. Fischer endete mit diesem kaum zur Kenntnis genommenen Streifen, in dem er wie schon in Der Marquis – der Mann, der sich verkaufen wollte und später in Liebesvögel einen Exzentriker spielen sollte, seine drei Jahrzehnte währende, kontinuierliche Kinofilmtätigkeit. Zum letzten Mal kehrte er nach drei Jahren Abstinenz 1969 erneut auf die große Leinwand zurück.
Der italienische Titel dieser Mischung aus Komödie, Drama und Inselromanze mit pazifistischer Schlussbotschaft war gewissermaßen eine Antizipation des wenig später entstehenden Slogans der Flower-Power-Bewegung Make love, not war.

## Kritiken
„Fehlgeschlagener Versuch einer antikapitalistischen und antimilitaristischen Groteske: Torpedos sinken, ehe sie ihr Ziel erreichen. Von blutloser Eleganz ist dies ein seelenloses Lehrstück in einem flüssigen Zustand.“

„Italienischer Lustspielkrampf in einer schlampigen Inszenierung.“

„Anspruchsloses Lustspielchen mit einer an den Haaren herbeigezogenen, albernen Handlung.“